# マンガル・ショブハジャトラ
マンガル・ショブハジャトラ（英語：Mangal ShobhajatraまたはMangal Shovajatra、ベンガル語: মঙ্গল শোভাযাত্রা）は、バングラデシュにおいて、ベンガル新年 初日に行われる大行進をいう。1989年から開始され、2016年にユネスコ無形文化遺産に登録された。

## 起源

### 背景
1975年に当時の大統領ムジブル・ラフマンが軍部のクーデターにより暗殺されて以降、バングラデシュはジアウル・ラフマン大統領が指導する軍事政権の支配下におかれることとなった。ラフマンが1981年に暗殺された後、1982年にはフセイン・モハンマド・エルシャドが無血クーデターにより大統領の地位に就いた。これらの軍事政権は反世俗主義的な姿勢をとっており、1977年には憲法から政教分離主義を削除し、1988年には再度憲法を改正してイスラム教を国教とした。エルシャド政権に対しては何度も抗議運動が行われたが、1983年に行われた最初の大規模な抗議運動では5名の学生が死亡し、また1987年にダッカで発生した大規模な抗議運動では、反軍事政権活動家ヌール・ホサインが警察により射殺されたのをはじめ多数の死傷者が発生するという状況にあった。
加えて、バングラデシュは自然災害の多い地域であり、1980年に20世紀最大といわれる大洪水を経験し、それ以降もしばしば洪水に苦しめられてきた。

### 大行進の開始
ダッカ大学美術学部の学生らは、こうした1980年代の苦しい状況にクリエイティブな方法で立ち向かい、人々に未来への希望を与える手段として、1989年のベンガル新年に色鮮やかな大行進を行うこととした。この大行進は、ベンガル語で「幸福のための行進」を意味するMangal Shobhajatraと名付けられた。

## 内容
マンガル・ショブハジャトラはダッカ大学美術学部の教員および学生により組織されるものであるが、大学関係者だけではなく非常に多くの人々が参加するものとなっている。この大行進は半世俗主義的な軍事政権への抗議運動として開始されたという経緯から、バングラデシュの人々による世俗主義の表明であり、様々な宗教による共存を示すものであると大学関係者は考えている。2016年の無形文化遺産登録の際には、ユネスコはこの大行進の趣旨を以下のようなものとした。

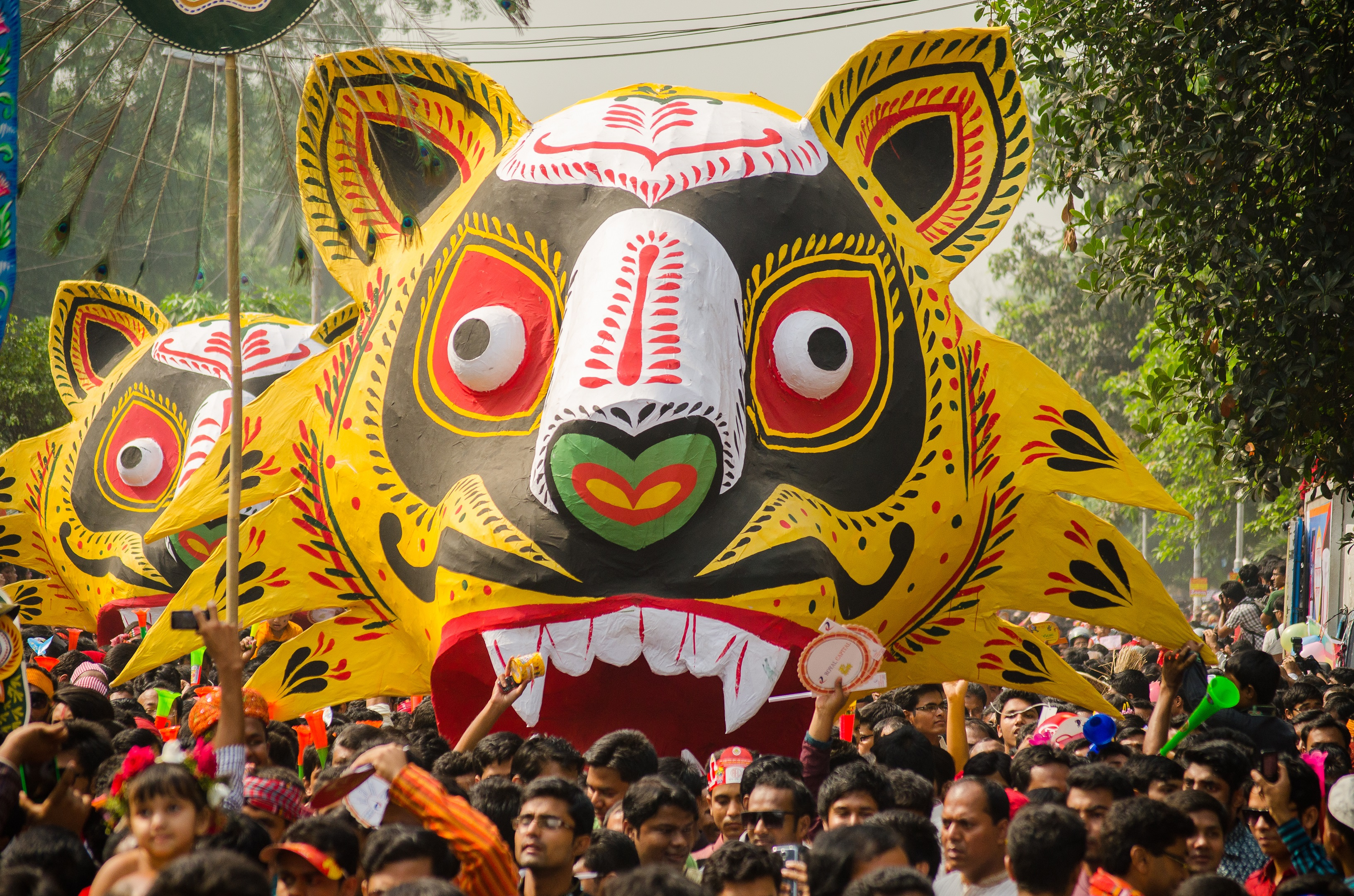
マンガル・ショブハジャトラで行進する大きな紙製のベンガルトラ模型

人々は鳥、魚、動物その他のモチーフを表した巨大な模型を携えて大行進に参加し、中には6メートルもの大きさになるものもある。これらの模型は、悪を象徴するもの、勇気および強さを象徴するものならびに平和を象徴するものがセットとなっている。ダッカ大学の学生らは大行進に向け、3月からこれらの模型を作成する。

## ユネスコによる無形文化遺産登録
マンガル・ショブハジャトラは2016年にユネスコ無形文化遺産に登録され、「人類の無形文化遺産の代表的な一覧表（代表一覧表）」に記載されている。
2014年、バングラアカデミーはダッカ大学関係者らの同意を得て、ユネスコ無形文化遺産登録のための提案書を作成し、バングラデシュ文化省の承認を得て、これをユネスコに提出した。2016年11月30日にアディスアベバ（エチオピア）で開催されたユネスコ無形文化遺産保護条約第11回政府間委員会において、マンガル・ショブハジャトラを無形文化遺産として代表一覧表に登録することが決定された。